# 砂漠 (交響的頌歌)

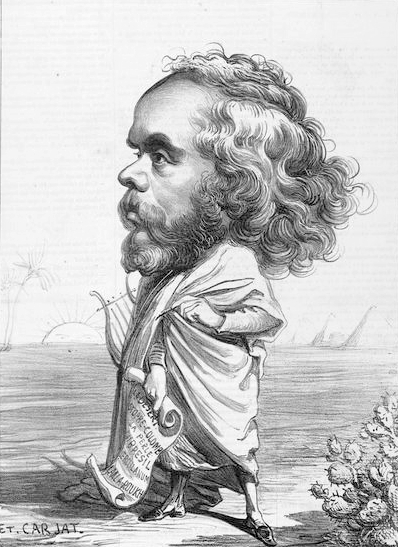
エティエンヌ・カルジャによるカリカチュア

『砂漠』（さばく、フランス語: Le Désert）は、フェリシアン・ダヴィッドが1844年に作曲した交響的オード（頌歌）（Ode-Symphonie）で、テノール独唱と男声合唱と管弦楽のための3部構成の大規模な作品である。テキストはオーギュスト・コランによって作成された。交響詩と分類される場合もある。

## 概要

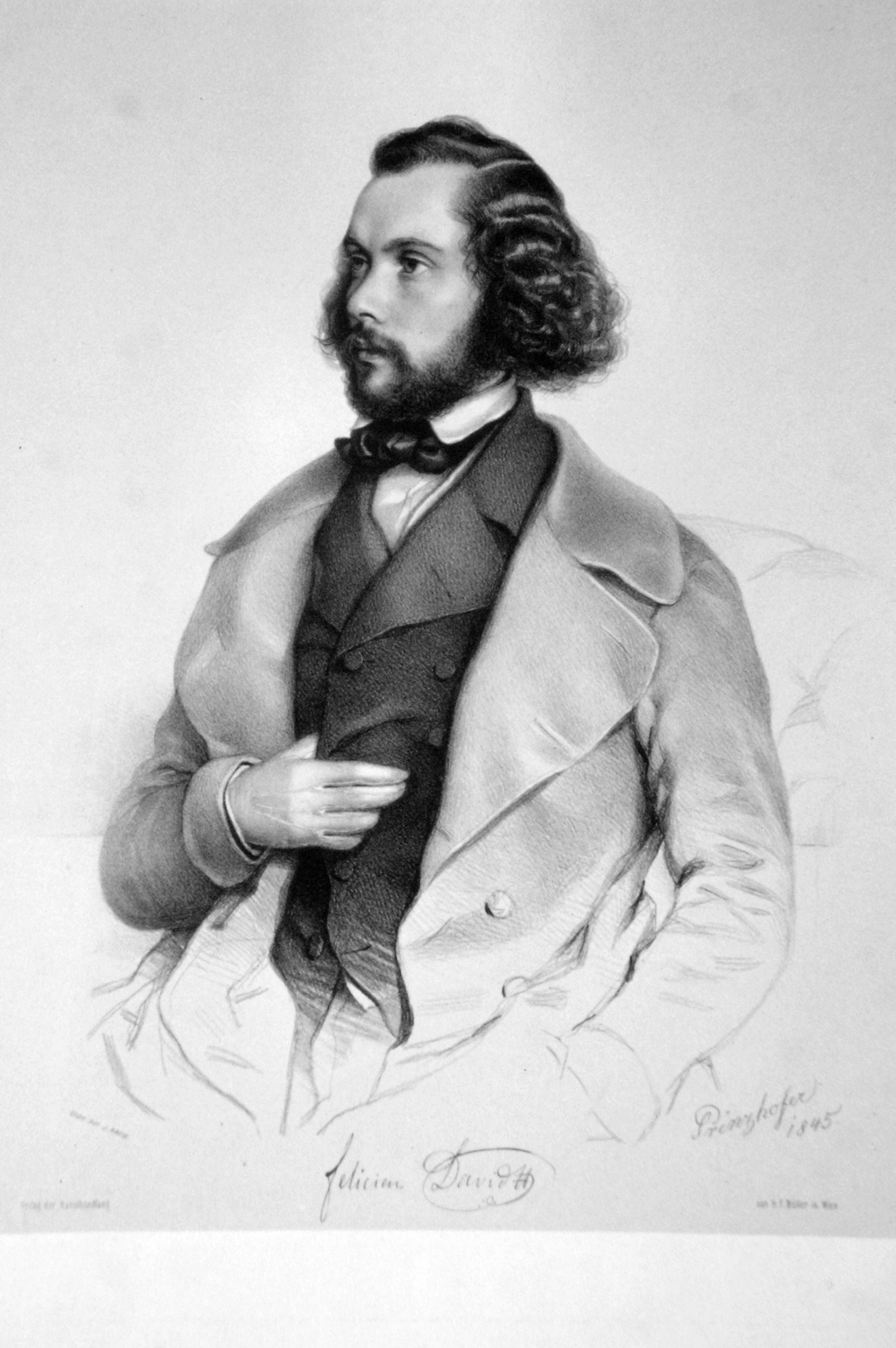
1845年のフェリシアン・ダヴィッド

初演は1844年12月8日にパリ音楽院で行われた。その夜はフランス楽界にセンセーショナルな話題を提供することになった。交響的オードという新しい形式で、東方的なテーマを扱うというだけでも冒険的な試みであったが、聴衆はこの音楽を驚きと感動で受けとめた。そして、「初演の際、終わってから聴衆がまだ一時間以上もホールに残って、自分たちの受けた印象を交換し合ったほどの熱狂を呼び起こした」のだった。
ラヴォアによれば、「この作品の演奏の翌日、彼は一躍有名になった。それというのも、事実『砂漠』は規模が大きくなく、楽章が巧みに配置されており、単に傑作であるばかりでなく、特に理解しやすい作品だったからである。初めから詩句が朗誦されて主題を説明する。次に各項は非常に明快で、非常に的確で、聴く者の精神と想像力とを打つ」ということである。
当時、本作がフランスの聴衆の心を惹きつけた要因としては、オペラ全盛の時代にあって1830年のベルリオーズの『幻想交響曲』以来、聴衆がシンフォニックな音楽の出現を待ち望んでいたという背景がある。また、文学や美術の分野ではすでにオリエンタリズムが普及しており、その延長線上でオリエンタルな音楽の出現が素直に受け入れられたこともあげられる。本作を聴いたベルリオーズもダヴィッドによる自然描写とオーケストレーションを賞賛した。
初演後は国際的評判を得て、1845年から1846年にかけて、ブリュッセル、ロンドン、ベルリン、ポツダム、ミュンヘン、 ライプチッヒ、ケルン、アーヘン、ニューヨークなどでも演奏された。勿論、フランス国内でもリヨン、ルーアン、カーン、マルセイユ、ブローニュ＝シュル＝メールなどで演奏された。
本作は19世紀末頃まではしばしば演奏されたようである。

### 影響
音楽史上の影響としては、本作の成功により「オペラ界に〈地方色を盛り込む〉動きが急速化」したのである。また、東洋を主題とする作曲の中で、この作品の作曲家からある程度着想を得ていないものはほとんどないと言って良い。
他方では、本作の「様々な場面からなる音画的な構成の作品は、それ以後のフランスの作曲家に好まれた音画風の組曲というジャンルを生む先駆的役割を果たした。これは自然や風俗などを描いたもので、声楽部分を省いて主にオーケストラやピアノのために書かれた。サン＝サーンスの『アルジェリア組曲』やビゼー、マスネ、シャブリエ、バンジャマン・ゴダール、ヴァンサン・ダンディ 、ドビュッシー、ギュスターヴ・シャルパンティエ らの同形式の作品を思い出せばそのことは納得できよう。そして、この影響は国民楽派の作曲家たちにも及んだ。
なお、オッフェンバックは本作のパロディを作成し、ドゥ・ヴォー伯爵夫人のサロンで演じたと言う。本作の内容は一人の理想主義的な詩人が砂漠を永遠の比喩として称賛し、石の洞窟にいる都会の人々を嘆き悲しむというものであったが、その高く天翔ける詩人をシトルイヤールという名前のパリ市民に変えたもので、彼は砂漠の真ん中でカフェを恋しがり、気候のことを嘆き、夜の威厳に対する感覚などさっぱり持っていなかったので、日が暮れると獣を恐れて震えているというものであり、音楽のパトスは流行歌と民謡によって否定された。
『ラルース世界音楽事典』では「ダヴィッドは本作の非常な成功によって、少なくともフランスでは確実に音楽家として認められるようになった。－中略－現在、ダヴィッドがなおざりにされた状態にあることは適切ではない。彼は音楽における異国趣味の先駆者として東洋の景色をその楽曲の中に見事に表現した色彩効果の巧みな作曲家であった。そればかりかその音楽が優しく表情に富んでおり、メロディへの創意が大変独創的であり、しっかりした書法をもっており、言われているほど紋切り型ではない人間であった」と評価している。

## 構成
| - 砂漠へ入る（朗読と管弦楽） （L'entree au desert） - 砂漠の歌、アラーの賛美（合唱と管弦楽） （Allah! Allah!） - 隊商の登場（朗読と管弦楽） （Marche de la caravane） - 隊商の行進（合唱と管弦楽） （Marche de la caravane） - 砂漠の嵐 （La tempête au désert） - 隊商が再び行進を開始する（合唱と管弦楽） （La caravane reprend sa marche） | - 宵の明星（朗読と管弦楽） （Hymne à la nuit） - 夜への賛歌（テノールと管弦楽） （Hymne à la nuit） - アラビアの幻想（管弦楽） （Fantaisie arabe） - エジプトの踊り子たちの踊り（管弦楽） （Danse des Almées） - 砂漠の解放感（合唱と管弦楽） （La liberté au désert） - 夕べの夢（テノール、合唱と管弦楽） （La rêverie du soir） | - 日の出（朗読と管弦楽） （Le lever du soleil） - ミュエザンの歌（テノールと管弦楽） （Chant du muezzin） - 隊商の出発（合唱と管弦楽） （Le départ de la caravane） - 隊商が遠くへ消える（朗読と管弦楽） （La caravane reprend sa marche） - 砂漠の歌（合唱と管弦楽） （Chant du desert） |

## 編成

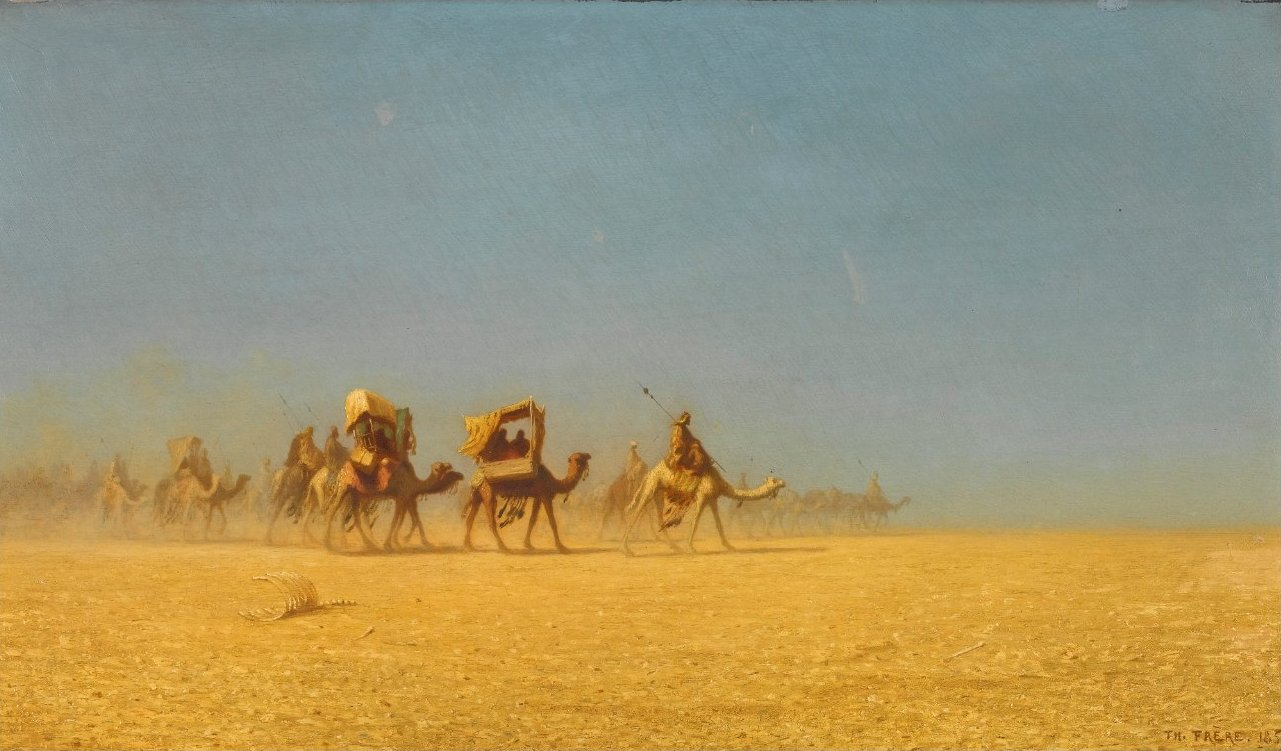
シャルル＝テオドール・フレール による隊商

- 木管楽器: フルート2、オーボエ2、クラリネット2、 バスーン2
- 金管楽器: ホルン 4、トランペット 2、コルネット 2、 トロンボーン 3
- 打楽器: ティンパニ1、タンバリン
- 弦5部
- テノール独唱、朗読
- 男声合唱（テノール、バス）

## 演奏時間
第1部:約19分、第2部:約16分、第3部:約15分、合計：約50分。

## 楽曲
第1部
広大で単調な砂漠の印象。長い和音、漠然とした旋律の断片にわずかに遮られる和音で、見事に砂漠の静けさが表現される。次に、隊商の色彩的な行進、砂漠の嵐、嵐の後の静けさなどが表現される。
第2部
隊商がオアシスで憩う場面が描かれ、全体で最も優れた場面であると同時に、最もオリエンタルな雰囲気に富む場面である。さらに、「アラビアの幻想」や「アルメたちの踊り」はシリアやエジプトのオリジナルな旋律に基づいていると言われている。特に、後者は東方的な音楽の常套的な手段であるオーボエやクラリネットの節回しがその情緒を見事に表現した印象的な音楽で、後年のサン＝サーンスの『サムソンとデリラ』のバッカナールやヴェルディの『アイーダ』の中のバレエ音楽を想起させ、それらのモデルにさえなったとさえ思わせるほどである。
第3部
3部で最も特徴的な部分は「日の出」の後の「ミュエザンの歌」であろう。ミュエザンとは回教の祈祷の時刻を寺院の最上から告げる僧のことを指すが、ここではテノールのソロによって三回その特徴ある歌が繰り返される。これは舞台音楽を含む西洋音楽でこの種のものが登場した最初のケースであると言われている。ラヴォアは、この日の出の「一項はフランスの描写音楽の最秀の項の中にとどめられるだろう」と評価している。

## 関連作品
- フェリシアン・ダヴィッド : 交響的オード『クリストフ・コロン』 （1847年、Christoph Colomb）
- エルネスト・レイエル : 交響的オード『ル・セラム』 （1850年、 Le Sélam）
- ヴィクトラン・ジョンシエール（英語版）：交響的オード『海』（1881年、La Mer）
- ジョルジュ・ビゼー：交響的オード『ヴァスコ・ダ・ガマ』(1860年、Vasco de Gama)

## 主な録音
| 年   | 指揮者 管弦楽団 合唱団                                               | 配役 テノール ナレーター                          | レーベル                        |
| ---- | -------------------------------------------------------------------- | ------------------------------------------------- | ------------------------------- |
| 1989 | グイド・マリア・グイダ ベルリン放送交響楽団 聖ヘトヴィク大聖堂合唱団 | ブルーノ・ラッツァレッティ オリヴィエ・パスカラン | CD: Capriccio ASIN : B001TY54I4 |
| 2014 | ロランス・エキルベイ パリ室内管弦楽団 アクサンチュス                 | シリル・デュボワ ジャン＝マリー・ヴァンラン       | CD: Naive ASIN : B00R6JCLA0     |